# Out of Control (álbum de Peter Criss)
Out Of Control é o segundo álbum solo do ex-baterista do Kiss, Peter Criss. Esse álbum foi gravado quando Peter Criss ainda era membro do Kiss.

## Faixas
1. "By Myself" (Peter Criss, Stan Penridge, David Wolfert) – 3:36
2. "In Trouble Again" (Criss, Penridge) – 3:22
3. "Where Will They Run?" (Criss, Penridge) – 3:54
4. "I Found Love" (Criss, Penridge, Wolfert) – 3:30
5. "There's Nothing Better" (Criss, Penridge) – 3:34
6. "Out of Control" (Criss, Penridge) – 4:03
7. "Words" (Criss, Penridge) – 4:44
8. "You Better Run" (Eddie Brigati, Felix Cavaliere) – 2:42
9. "My Life" (David Buskin, Criss, Wolfert) – 3:42
10. "Feel Like Letting Go" (Criss, Penridge) – 5:11
11. "As Time Goes By" (intro) (Herman Hupfeld) – 0:14

## Créditos
- Peter Criss - Vocal, bateria e Percussão
- Stan Penridge - Guitarra e Vocal de apoio
- David Wolfert - Guitarra e Sintetizadores
- Tony Mercandante - Baixo e Vocal de apoio
- Stu Woods - Baixo
- Benny Harrison - Sintetizadores, Teclados e Vocal de apoio
- Ed Walsh - Sintetizadores
- Greg Zanthus Winter - Sintetizadores
- David Buskin - Vocal de apoio
- George Young - Saxofone em "Where Will They Run?"